# Scilla
Scilla is een gemeente in de Italiaanse provincie Reggio Calabria (regio Calabrië) met 4476 inwoners (2024). De oppervlakte bedraagt 43,7 km², de bevolkingsdichtheid is 120 inwoners per km².

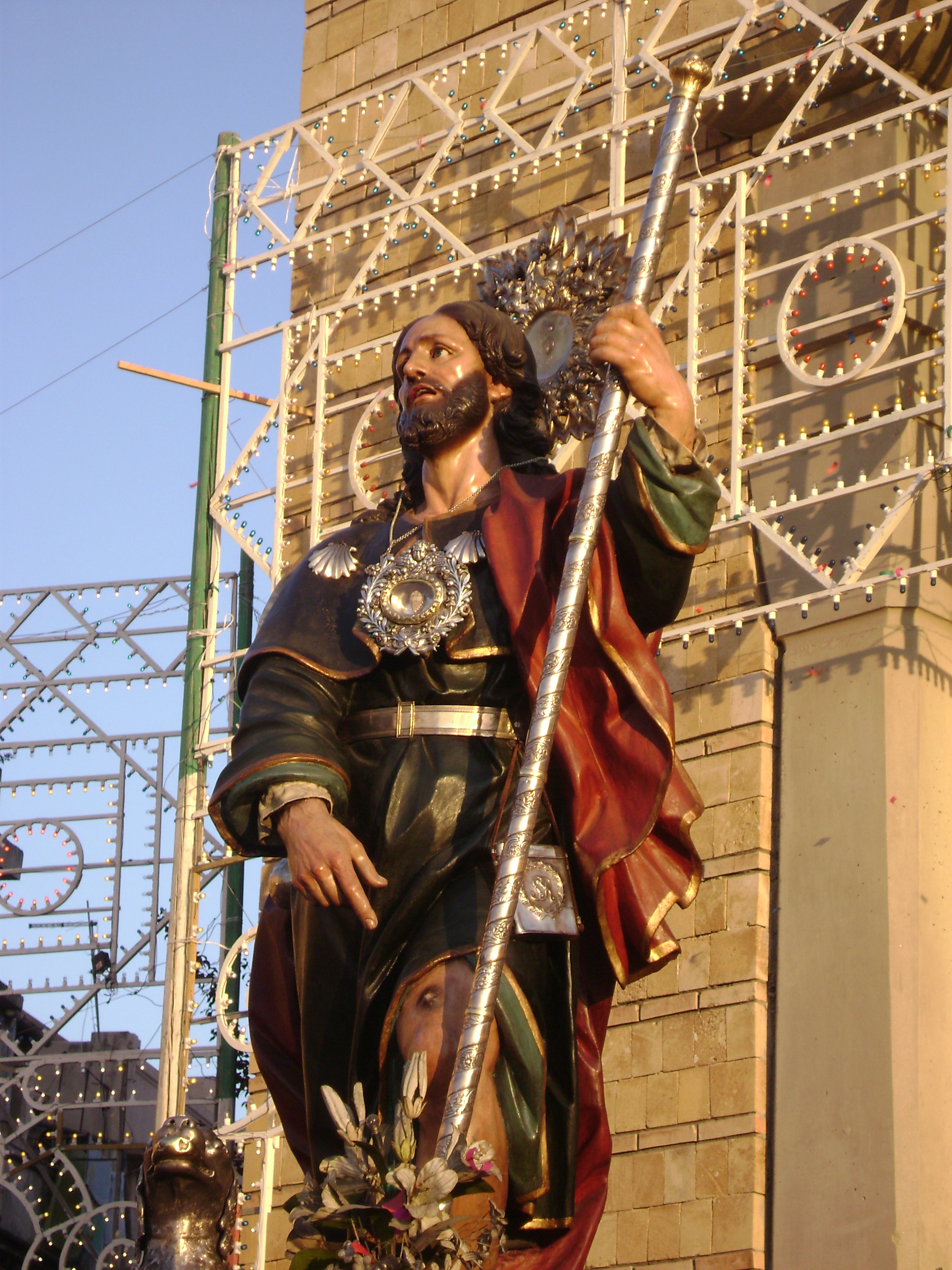
De Heilige Rochus, Beschermheilige van Scilla

Scilla ligt aan de Tyrreense Zee en bestaat uit drie wijken: een oude visserswijk aan zee in het oosten (Chianalea), door een op een rots gebouwd kasteel (Castello di Rufo) gescheiden van een eveneens aan zee liggende liggend wijkje met boulevard in het westen. Boven de twee wijkjes ligt op ca. 90 meter hoogte een sinds 1900 gebouwde wijk. In deze wijk zijn alle winkels, banken, kappers etc. te vinden. Door een slingerweg en trappen zijn de bovenstad en benedenstad met elkaar verbonden.

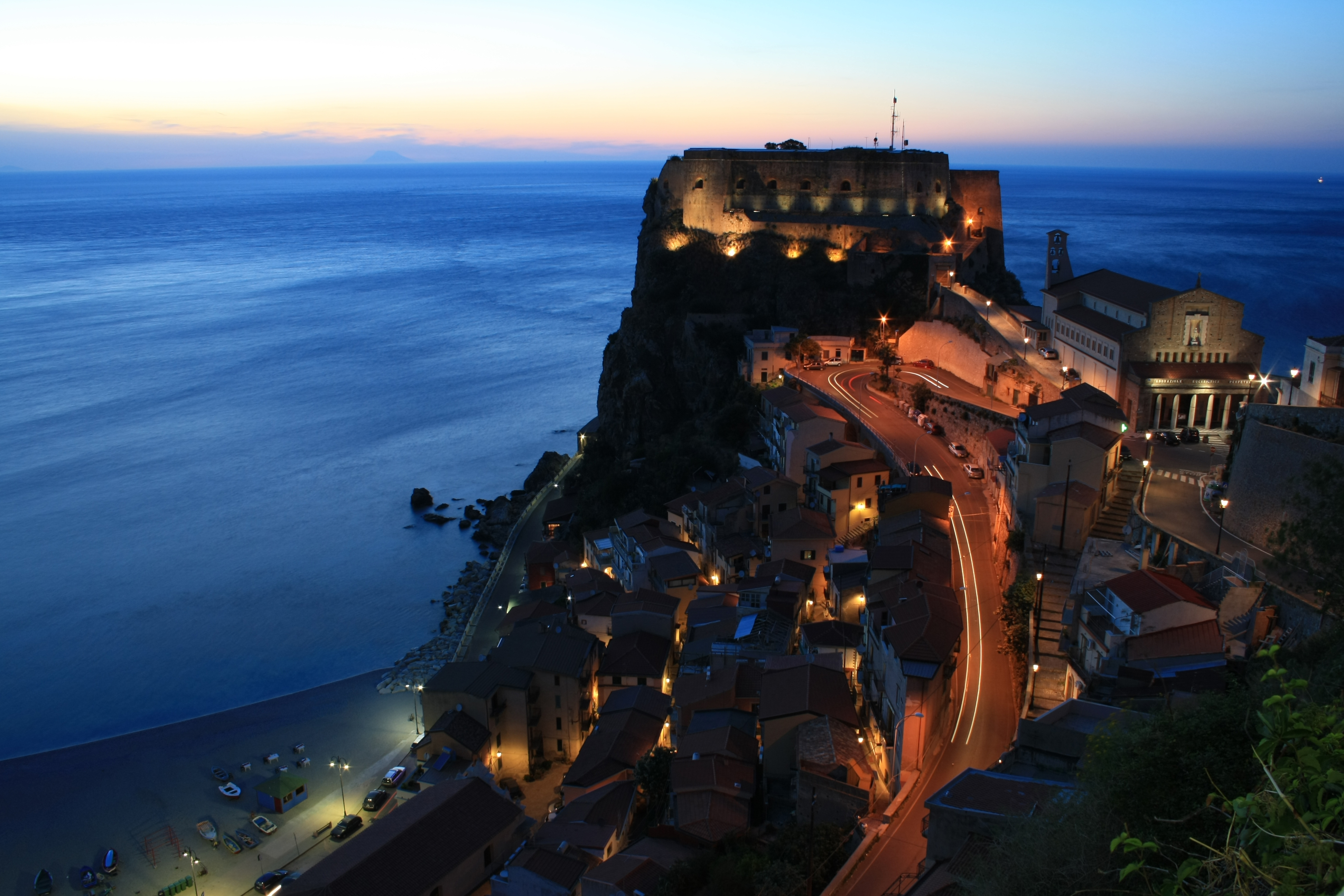

Scilla is in Calabrië vooral bekend van de traditionele vangst van zwaardvissen. De zwaardvissen paaien in de buurt van Sicilië en trekken daarbij door de Straat van Messina. In mei en juni gaan de traditionele boten 's ochtends op jacht naar de vissen. De boten (ca. 15 m lang) bezitten een 13 m hoge mast met daarbovenop een vlonder. Vanuit de punt van de boot steekt een 15 m lange loopplank uit boven het water. De stuurman staat op het vlonder en speurt in het heldere water naar de zwaardvissen. Is er een school in het zicht, dan stuurt hij de boot erheen, en als een zwaardvis binnen bereik is, harpoeneert een bemanningslid de vis (met de hand!) vanaf de loopplank. De vissen zijn erg sterk waardoor het haast onmogelijk is om ze met de hand uit het water te halen. Om ze moe te maken zit de harpoen met een touw vast aan een groot wijnvat. Dit kunnen ze niet naar beneden trekken, en de zwaardvissen worden uitgeput, zodat de vissers (die ondertussen verdergegaan zijn met vissen) de vermoeide zwaardvissen na een tijd uit het water kunnen tillen.
De authentieke visserswijk Chianalea bestaat uit twee lange, parallel lopende stegen, van hooguit twee meter breed. In de huizen aan weerszijden van de stegen wonen nog veel vissers, die 's avonds na het werk in de stegen netten repareren en andere voorbereidingen treffen voor de visvangst. De huizen staan direct aan zee, en in de steegjes die uitkomen op zee liggen 's avonds de vissersboten. Er zijn enkele plaatselijk bekende en gewaardeerde restaurants en hotels.

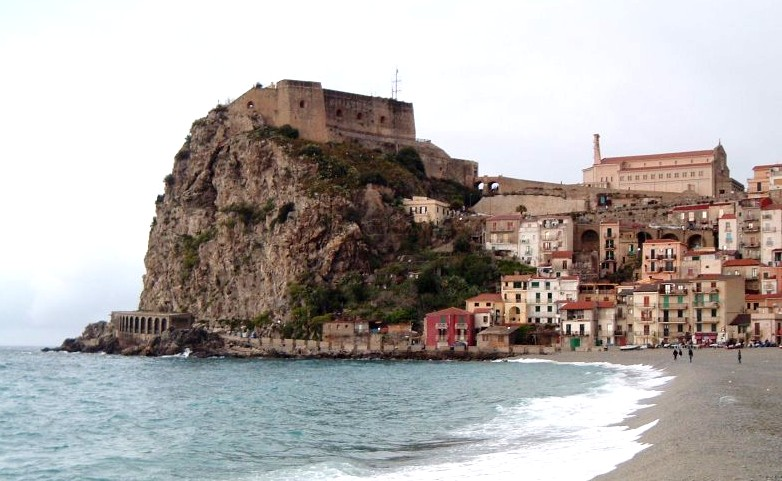
Castello di Rufo

Het Castello di Rufo staat op een hoge rots aan zee. Naar verluidt zou dit de plek zijn waar het zeemonster Scylla uit de Odyssee op huisde. Op deze plek is in verschillende stadia het kasteel gebouwd. Het is te bezichtigen, men heeft een goed uitzicht op Scilla. 's Avonds is te zien dat er op het kasteelterrein ook een vuurtoren staat.
De boulevard met de paar omliggende straten zijn typisch voor een Calabrees kuststadje: een paar restaurants, gelateria's en bars en betonnen huizen. Het strand is hoofdzakelijk afgerond fijn grind, en het zeewater is erg helder en schoon. Rondom de rots van het kasteel kan gesnorkeld en gedoken worden. Door de zeestromingen in de Straat van Messina groeien er bijzondere anemonen op een diepte van ca. 35 m. Ook zijn er veel verschillende vissoorten te zien.
De volgende frazioni maken deel uit van de gemeente: Solano, Melia, Favazzina.

## Demografie
Het aantal inwoners daalde in de periode 1961-2011 met 29% volgens cijfers uit de tienjaarlijkse volkstellingen van ISTAT.
| Jaar | Inwoneraantal |
| ---- | ------------- |
| 1961 | 7214          |
| 1971 | 6161          |
| 1981 | 5746          |
| 1991 | 5555          |
| 2001 | 5176          |
| 2011 | 5115          |
| 2024 | 4476          |

## Geografie
De gemeente ligt op ongeveer 91 m boven zeeniveau.
Scilla grenst aan de volgende gemeenten: Bagnara Calabra, Fiumara, Roccaforte del Greco, San Roberto, Sant'Eufemia d'Aspromonte, Santo Stefano in Aspromonte, Sinopoli, Villa San Giovanni.